# Georges Londeix
Pour les articles homonymes, voir Londeix.
Georges Londeix est un écrivain français né au Fau (Cantal) le 21 novembre 1932 et mort le 26 avril 2011 à Paris.

## Biographie
Après une enfance au Fau, à quelques kilomètres de Salers, et avoir étudié au lycée d'Aurillac, Georges Londeix poursuit ses études de lettres à Paris. En 1958, il est nommé professeur au lycée franco-vietnamien de Hanoï. De 1960 à 1963, il est professeur à l'Institut Technologique de Monterrey, au Mexique. Puis il séjourne à Washington, DC, ou encore à Helsinki, en Finlande. De 1963 à 1969, il enseigne à l'Institut français de Florence, ville qui inspire plusieurs de ses livres et dont il est fait citoyen d'honneur. De 1969 à 1975, il est directeur de l'Alliance française de San Juan à Porto Rico. Après ses années à l'étranger, il s'installe à Paris où il enseigne le français au lycée Octave Gréard. Il est l'auteur d'une douzaine de livres, principalement des romans, et tous fortement inspirés de sa vie. 
En 1974, il reçoit le grand prix de la Fédération française de football, pour son roman Football, qui se déroule à Florence, autour d'un joueur de football de l'équipe de la Fiorentina. Son éditeur le Castor Astral présente l'intrigue de la façon suivante : « Ce roman narre l’exaltante et terrible histoire d’un joueur de football qui conquiert sa place dans une grande équipe européenne. C’est aussi l’histoire d’une saison de championnat en Italie. Grâce au brio de l’auteur, le héros devient un symbole de la condition humaine, et le monde du football, une représentation de l’univers ».
Il est également question de ce roman dans une émission de France Culture avec l'écrivain Georges Conchon Un livre, des voix diffusée pour la première fois en novembre 1972, rediffusée en février 2015 et introduite de la sorte : « Le football c'est aussi une question de grammaire, de langage, de syntaxe, la preuve, les écrivains, certains écrivains, aiment le football, réfléchissent sur le football, comme Georges Londeix, passionné de langage ».
En 1985, il apparait dans un « cinematon » de son ami Gérard Courant. En 1988, il lit un extrait de son roman Le Pont Marida dans une vidéo du même auteur.
En 1999, il signe pour s'opposer à la guerre en Serbie la pétition « Les Européens veulent la paix », initiée par le collectif Non à la guerre.
En 2008, il publie son dernier roman, Ma traversé du secret. 
Même s'il n'y vit plus de façon permanente, Georges Londeix reste toute sa vie très attaché à sa région natale, l'Auvergne. Il continue d'y passer la plupart de ses vacances jusqu'à son décès, en avril 2011 à Paris. Il a deux enfants, Frédéric et Pauline Londeix.